# Alnus
Alnus Mill., 1754 è un genere di piante della famiglia Betulaceae che comprende alcune specie comunemente note come ontani.

## Etimologia
Il nome generico Alnus è d'origine latina, a sua volta proveniente dal protoitalico *alznos, dal protoindeuropeo *h₂élsnos. Dalla stessa parola latina viene il francese aulne. La parola italiana ontano viene da alnetanus ‘bosco o macchia di ontani’.

## Descrizione

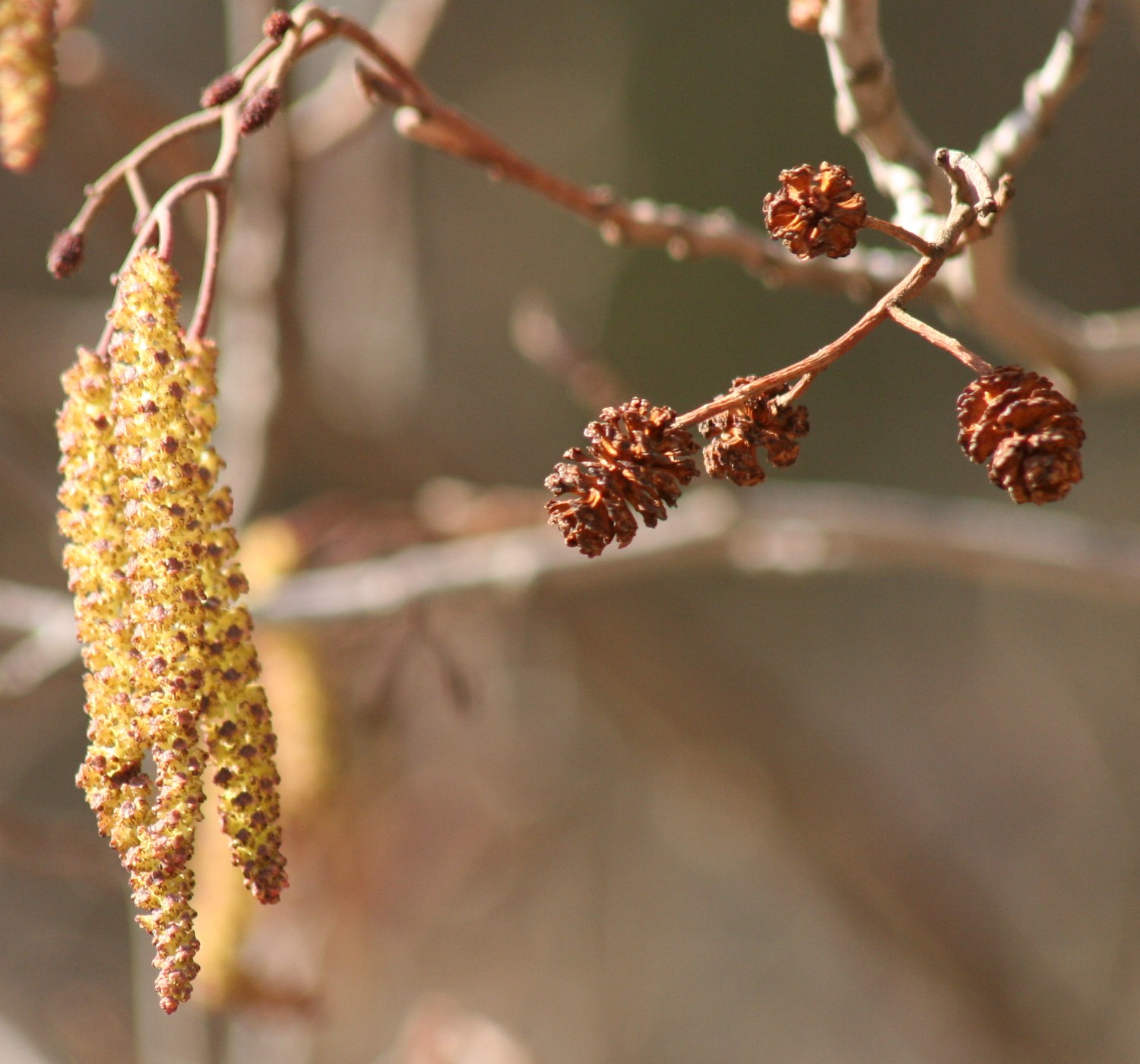
Amenti maschili e frutti di Alnus glutinosa

Gli ontani sono alberi, generalmente di piccola taglia, o cespugli. Si sviluppano sino a 8-10 metri, eccezionalmente raggiungono i 25-30 metri (35 metri Alnus rubra, specie della costa pacifica americana).

Le foglie sono semplici, caduche, alterne, a margine dentato.
I fiori sono riuniti in amenti a sessi separati sulla medesima pianta (l'ontano è una pianta monoica). Gli amenti maschili sono allungati, mentre i femminili ovali e più corti. L'impollinazione nel genere è per lo più anemofila; raramente possono essere visitati dalle api. La fioritura avviene prima della fogliazione.

Le infruttescenze hanno un tipico aspetto legnoso e non si disintegrano a maturità, caratteristiche che aiutano a differenziare gli ontani dalle betulle (genere Betula), unico altro genere della sottofamiglia Betuloideae.

Sono dei magnifici colonizzatori e per questo spesso vengono utilizzati per bonificare i terreni poveri, umidi, malsani; infatti attraverso le loro radici fissano l'azoto al terreno, svolgendo la funzione di azotofissazione. Il legno è molto resistente all'acqua (Venezia è tutta costruita su fondazioni di pali, in massima parte di ontano, prelevati dai boschi delle Prealpi venete e friulane e da quelli cadorini, carnici e istriani).

## Classificazione

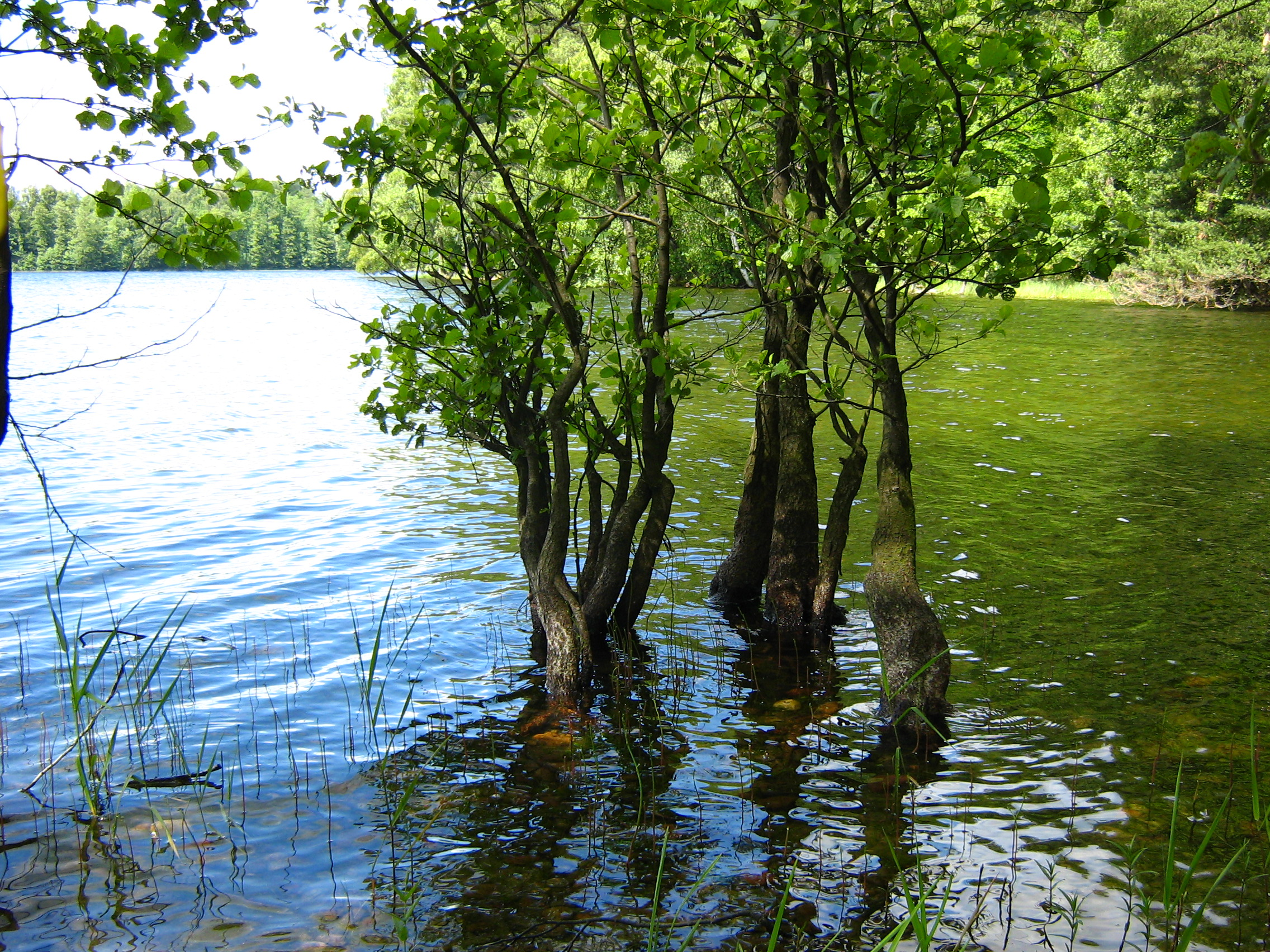
L'ontano è, con il salice e certi pioppi, una delle specie che meglio si adattano all'acqua. Qui emerge dal lago Bobięcińskie Wielkie in Polonia

Il genere Alnus comprende una trentina di specie, diffuse in Europa, in Asia e nelle due Americhe.
Le specie di ontano presenti in Italia sono quattro: 
- ontano bianco - Alnus incana (L.) Moench
- ontano nero - Alnus glutinosa (L.) Gaertnen
- ontano verde - Alnus alnobetula subsp. albobetula (Ehrh.) K.Koch
- ontano napoletano - Alnus cordata (Loisel.) Desf.

L'ontano napoletano costituisce un endemismo della regione italiana: cresce infatti in natura solo nell'Italia meridionale e in Corsica, formando estesi boschi.
L'ontano nero, invece, ha una diffusione molto ampia in Europa, ma si trova quasi solo sul bordo di fiumi e laghi.
In tutto, in questo genere sono riconosciute 41 specie:
- Alnus acuminata Kunth
- Alnus alnobetula (Ehrh.) K.Koch
- Alnus betulifolia G.Y.Li, Z.H.Chen & D.D.Ma
- Alnus cordata (Loisel.) Duby
- Alnus cremastogyne Burkill
- Alnus djavanshirii H.Zare
- Alnus dolichocarpa H.Zare, Amini & Assadi
- Alnus × elliptica Req.
- Alnus × fallacina Callier
- Alnus fauriei H.Lév. & Vaniot
- Alnus ferdinandi-coburgii C.K.Schneid.
- Alnus firma Siebold & Zucc.
- Alnus formosana (Burkill) Makino
- Alnus glutinosa (L.) Gaertn.
- Alnus glutipes (Jarm. ex Czerpek) Vorosch.
- Alnus hakkodensis Hayashi
- Alnus × hanedae Suyinata
- Alnus henryi C.K.Schneid.
- Alnus hirsuta (Spach) Rupr.
- Alnus × hosoii Mizush.
- Alnus incana (L.) Moench
- Alnus japonica (Thunb.) Steud.
- Alnus jorullensis Kunth
- Alnus lanata Duthie ex Bean
- Alnus lusitanica Vít, Douda & Mandák
- Alnus mairei H.Lév.
- Alnus mandschurica (Callier) Hand.-Mazz.
- Alnus maritima (Marshall) Muhl. ex Nutt.
- Alnus matsumurae Callier
- Alnus maximowiczii Callier
- Alnus × mayrii Callier
- Alnus nepalensis D.Don
- Alnus nitida (Spach) Endl.
- Alnus oblongifolia Torr.
- Alnus orientalis Decne.
- Alnus paniculata Nakai
- Alnus × peculiaris Hiyama
- Alnus pendula Matsum.
- Alnus × pubescens Tausch
- Alnus rhombifolia Nutt.
- Alnus rohlenae Vít, Douda & Mandák
- Alnus rubra Bong.
- Alnus serrulata (Aiton) Willd.
- Alnus serrulatoides Callier
- Alnus sieboldiana Matsum.
- Alnus subcordata C.A.Mey.
- Alnus × suginoi Sugim.
- Alnus trabeculosa Hand.-Mazz.
- Alnus vermicularis Nakai

## Fitologia
Alcune specie di ontano stabiliscono simbiosi radicali con attinobatteri azotofissatori del genere Frankia, che portano alla formazione di tipiche radici laterali chiamate actinorrize. Questo rapporto consente di rendere disponibile l'azoto atmosferico che viene trasformato in ammine utilizzabili dalle piante.

## Allergia
Il polline delle specie di ontano contiene allergeni da moderatamente forti a forti. Tendono a scatenare allergie incrociate con polline di betulla.

## Usi
La rapidità di crescita degli ontani e la loro resistenza a condizioni sfavorevoli ne hanno fatto apprezzare l'uso come essenze nella biorimediazione (es. recuperi di cave, siti minerari, aree incendiate).
In arboricoltura da legno, grazie alla già citata azotofissazione, è utilizzato come specie accessoria per facilitare l'accrescimento delle altre specie "nobili" (principali) presenti nell'impianto.
Possono avere una valenza ornamentale come piante da giardino o bonsai.
Il legno di ontano è una delle essenze più utilizzate nella liuteria elettrica per la produzione di corpi per chitarre. Tradizionalmente impiegato dalla Fender, è oggi utilizzato anche in lavorazioni sofisticate per corpi parzialmente cavi (ad esempio Manne in Italia).
Veniva anche impiegato per fare secchi e tinozze (con  altri legni come il pino, il rovere, il larice).
Le pigne di questi alberi vengono utilizzate in acquariofilia per acidificare e ambrare l'acqua; i tannini che rilasciano portano benefici ai pesci.